# Thư viện Quốc gia Úc

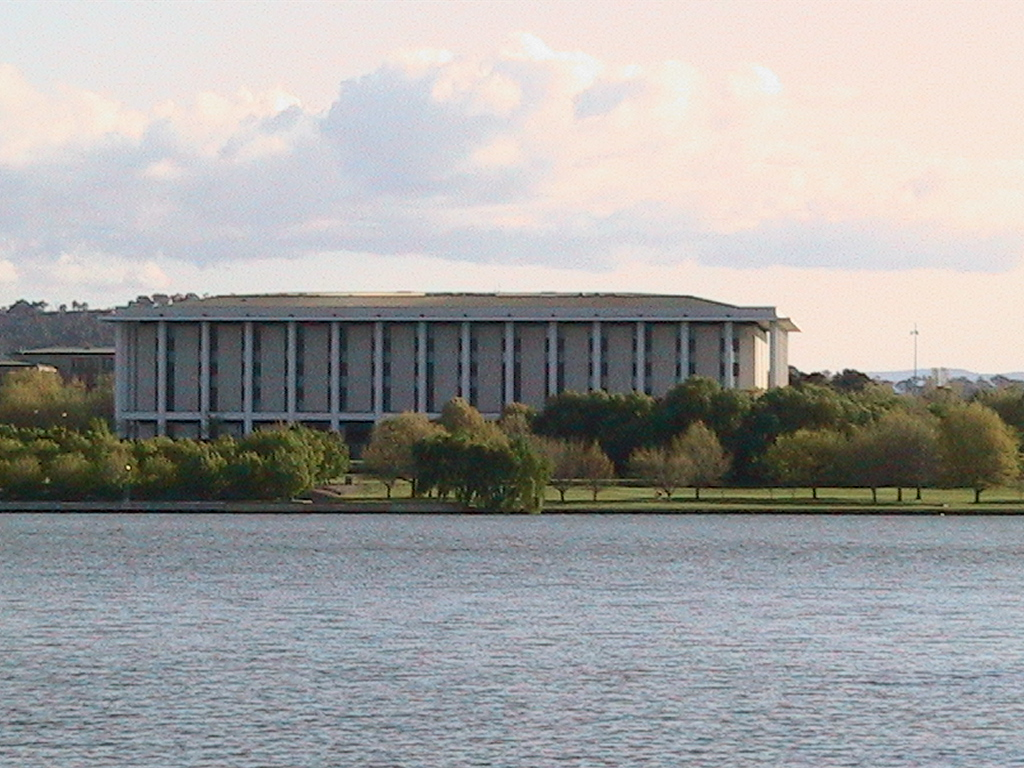
Thư viện Quốc gia Úc nhìn từ Hồ Burley Griffin, Canberra

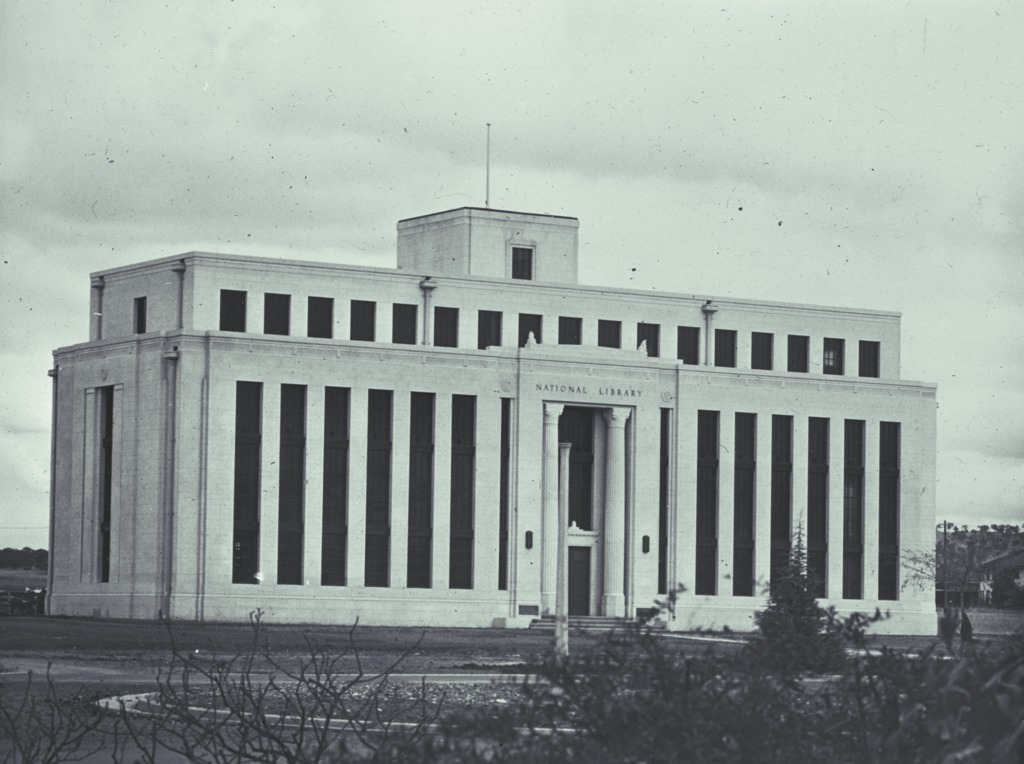
Tòa nhà Thư viện Quốc gia ban đầu trên Đại lộ Kings, Canberra, được thiết kế bởi Edward Henderson. Ban đầu dự định là một vài cánh, chỉ có một cánh được hoàn thành và bị phá hủy vào năm 1968. Bây giờ là địa điểm của Tòa nhà Edmund Barton.

Thư viện Quốc gia Úc, tiếng Anh: National Library of Australia (NLA) là thư viện tham khảo lớn nhất ở Úc, chịu trách nhiêm hteo các điều khoản của Đạo luật Thư viện Quốc gia (National Library Act) về "duy trì và phát biển bộ sưu tập tài liệu thư viện quốc gia, bao gồm  cả bộ sưu tập tài liệu thư viện toàn diện liên quan đến Úc và người Úc." Vào thời điểm 2012–13, bộ sưu tập Thư viện Quốc gia bao gồm 6.496.772 mục, và thêm 15.506 mét (50.873 ft) bản thảo tài liệu. Nó nằm ở Parkes, Canberra, ACT.